# Haemaphysalis ratti
Haemaphysalis ratti este o specie de căpușe din genul Haemaphysalis, familia Ixodidae, descrisă de Glen M. Kohls în anul 1948. Conform Catalogue of Life specia Haemaphysalis ratti nu are subspecii cunoscute.